# Trollskogens naturreservat
Trollskogens naturreservat är ett naturreservat i Nyköpings kommun i Södermanlands län.
Området är naturskyddat sedan 2020 och är 38 hektar stort. Reservatet ligger strax nordväst om Stigtomta och består av barrnaturskog. 